# São Paulo do Potengi (kommun)
São Paulo do Potengi är en kommun i Brasilien.   Den ligger i delstaten Rio Grande do Norte, i den östra delen av landet, 1 700 km nordost om huvudstaden Brasília. Antalet invånare är 15 866.
Följande samhällen finns i São Paulo do Potengi:
- São Paulo do Potengi

Omgivningarna runt São Paulo do Potengi är huvudsakligen savann. Runt São Paulo do Potengi är det ganska tätbefolkat, med 60 invånare per kvadratkilometer.